# Синагога Ел кал нуево
Синагога Ел кал нуево, позната још и као Нова синагога, била је једна од београдских синагога, стационирана на Дорћолу.

## Историјат
Сазидана је након Берлинског конгреса, а први пут поменута у хербејском недељнику Хамагрид, 1886. године. Налазила се на Дорћолу, у данашњој општини Стари град, између следећих улица: Солунске, Јеврејске, Мике Аласа (1896—1940 Банатска) и улица Браће Барух (Принца Евгенија 1896—1946), у близини синагоге Ел кал вјеж.
Наводи се да је храм био скроман и просторан, кога су посећивали сиромашни Јевреји. Свештеници у синагоги Ел кал нуево били су хам-Давид Демајо и хам-Аврам Алкалај, а црквењак односно ел шамаш био је човек по имену Јаков.
До синагоге се могло доћи једино уским пролазом поред турског хамама. Срушена је током Првог светског рата. Ел кал нуево била је прва од београдских синагога које су нестале у 20. веку. На њеном месту је био празан простор, све до 1938. године када је црквено-школска Јеврејска општина Београда добила дозволу од општине града Београда за зидање барака и чуварница. И након Другог светског рата, све до данас, на овом простору налази се магацински простор.